# Venera 8
Venera 8 (en russe : Венера-8) était une sonde spatiale du programme Venera lancée par l'Union soviétique vers Vénus. La sonde spatiale emporte un atterrisseur, qui parvient à communiquer des données sur la surface durant plus d'une heure.

## Caractéristiques techniques
La sonde spatiale a une masse de 1 180 kg dont 495 kg pour l'atterrisseur. Son instrumentation incluait : des senseurs de température, de pression et d'éclairement ainsi qu'un altimètre, un spectromètre à rayons gamma, un analyseur de gaz et un système de radio-transmission. La sonde a atteint Vénus en 117 jours, avec une correction de trajectoire à mi-parcours le 6 avril 1972. Le vaisseau porteur comprend un détecteur de rayons cosmiques, un détecteur de vent solaire et un spectromètre ultraviolet.

## Déroulement de la mission
Venera 8 est lancée le 27 mars 1972 à 4 h 15 UTC par une fusée Molnia M qui décolle du cosmodrome de Baïkonour. L'entrée dans l'atmosphère de l'atterrisseur a lieu le 22 juillet 1972, 8 h 37 UTC. Afin de prolonger leur durée de vie à la surface de Vénus, un dispositif de réfrigération installé sur le vaisseau-mère a été utilisé pour refroidir l'intérieur de l'atterrisseur avant sa rentrée dans l'atmosphère. La vitesse a été réduite de 41 696 km/h à 900 km/h par aérofreinage. Le parachute d'un diamètre de 2,5 mètres s'est ouvert à l'altitude 60 km.
Venera 8 transmet des données au cours de sa descente. Une brusque diminution de l'éclairement fut notée entre 35 km et 30 km d'altitude et des vitesses de vent inférieures à 1 km/s ont été mesurées. Venera 8 se posa à 8 h 32 UTC dans un rayon de 150 km autour de la position 10,70° sud, 335,25° est, au soleil et à environ 500 km du terminateur. La sonde continua à fournir des données pendant 50 minutes et 11 secondes avant de tomber en panne en raison des conditions extrêmes régnant à la surface de Vénus. Les données recueillies (465 °C, 90 atmosphères) confirmèrent les mesures de pression et de température effectuées par la sonde Venera 7 (470 °C, 93 atmosphères), ainsi qu'un niveau d'éclairement suffisant pour effectuer des prises de vue à la surface de Vénus, similaire à celui obtenu sur Terre lors d'une journée nuageuse avec une visibilité d'environ 1 km.
Les mesures du photomètre de Venera 8 ont montré pour la première fois la présence de nuages vénusiens jusqu'à des altitudes élevées et que l'atmosphère était relativement claire entre cette altitude et la surface. Le spectromètre gamma a mesuré un ratio uranium/thorium/potassium de la surface rocheuse similaire à celui du granite.

## Source
- (en) Cet article est partiellement ou en totalité issu de l’article de Wikipédia en anglais intitulé « Venera 8 » (voir la liste des auteurs).